# Glücksthal

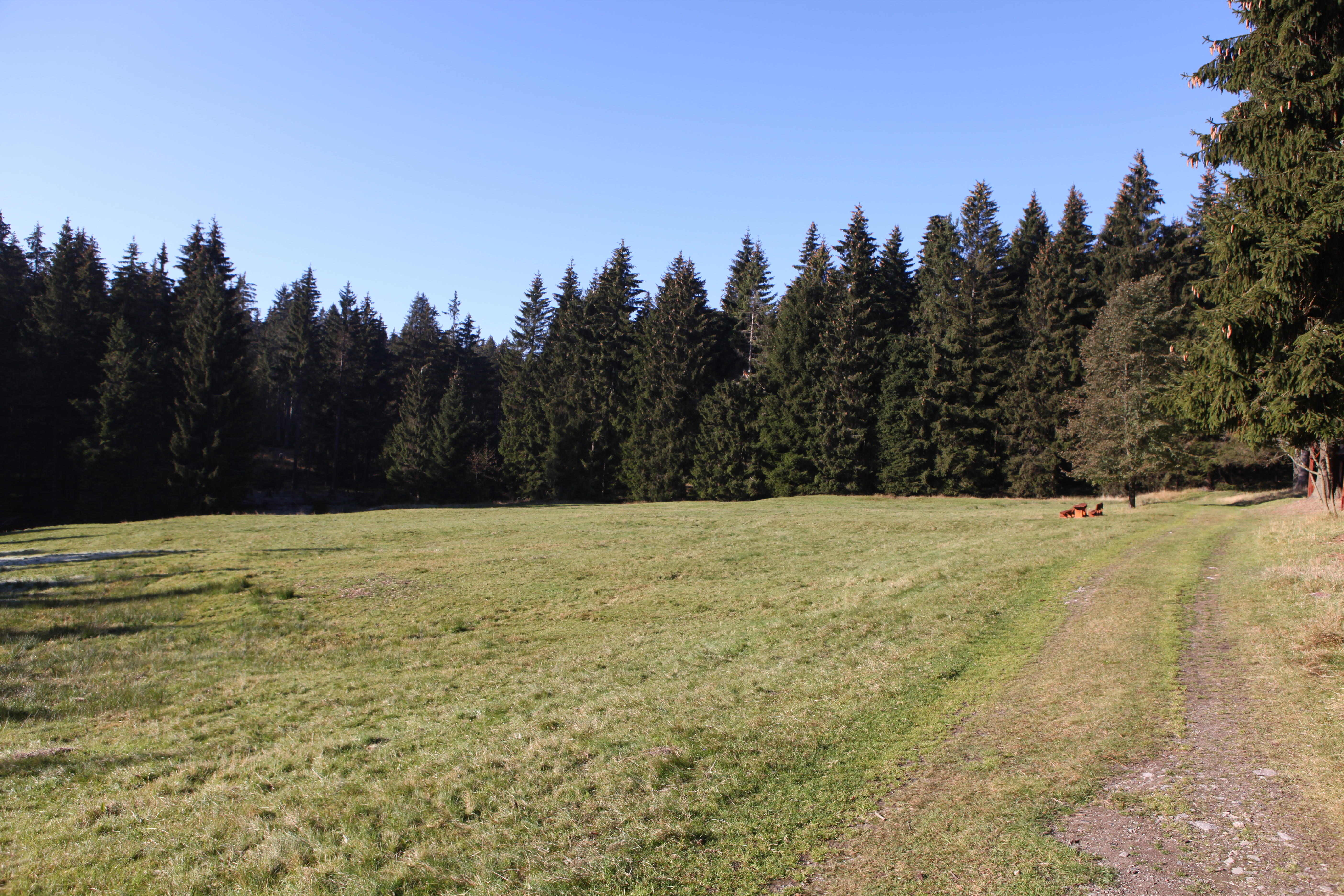
Lichtung Glücksthal

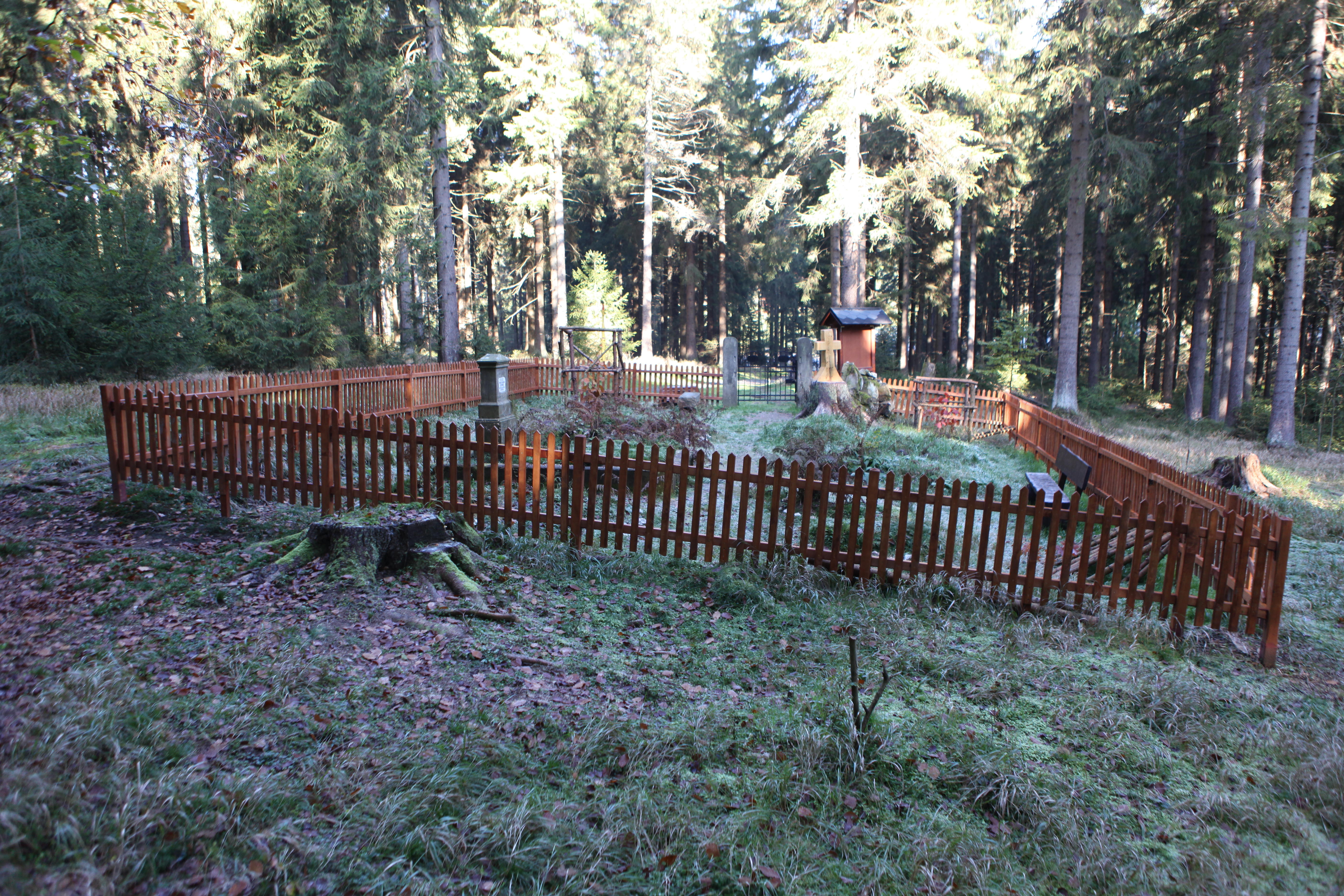
Waldfriedhof Glücksthal

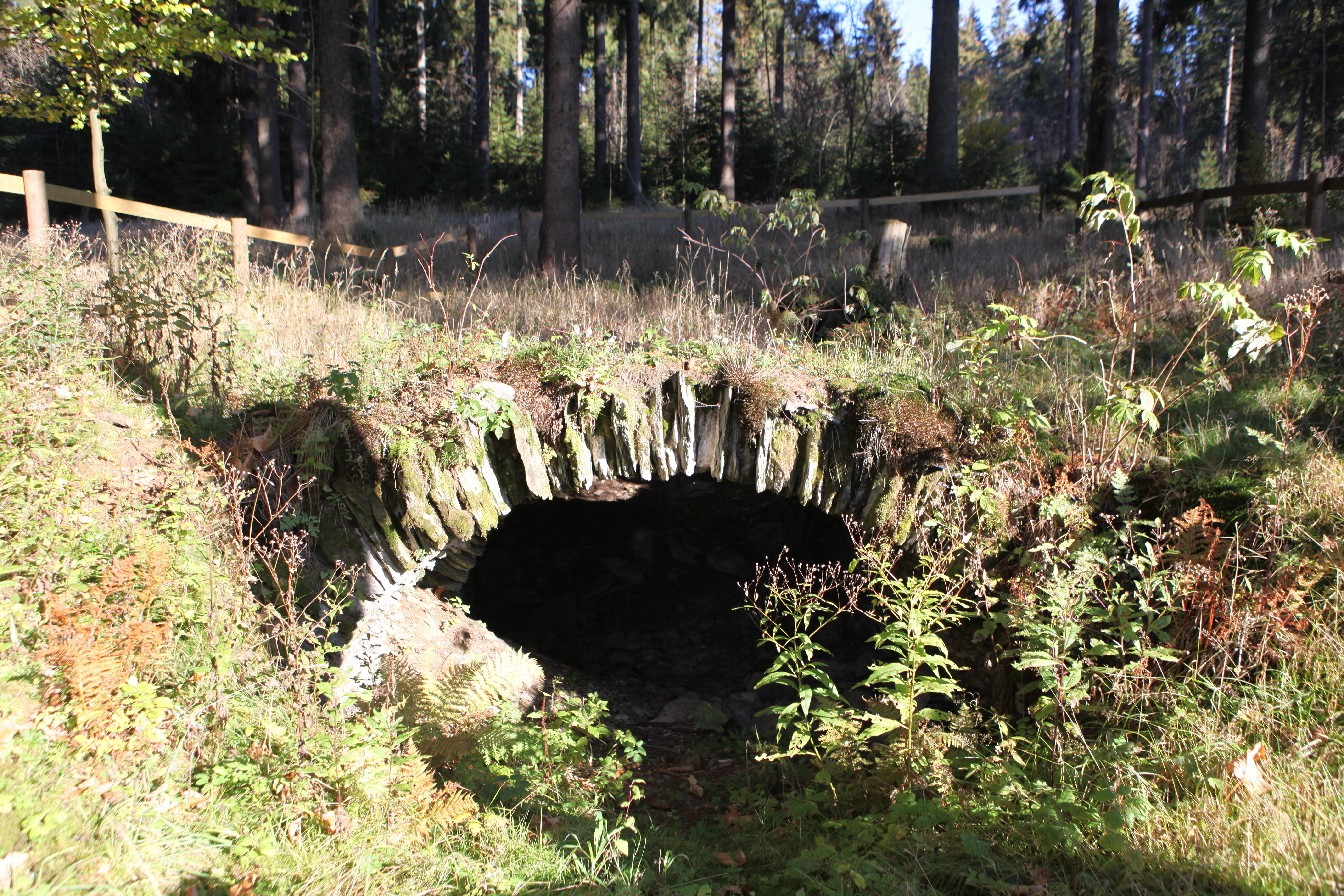
Kellergewölbe in Glücksthal

Das einstige Dorf Glücksthal ist heute eine Wüstung auf den Fluren von Neuhaus am Rennweg in Thüringen. Der Ort liegt südlich vom Rennsteig, etwa drei Kilometer südwestlich von Neuhaus.

## Geschichte
Im Jahr 1736 verlieh Karl Friedrich Anton I., Herzog von Sachsen-Meiningen, den Glasmeistern Stephan Greiner und Johann Greiner aus Lauscha die Konzession zur Errichtung einer Glashütte südwestlich von Igelshieb in einem von Borkenkäfer befallenen Waldstück. Seit dem späten Mittelalter war der Ort in einem kleinen Tal schon öfters durch Schmiede und Pechbrenner genutzt worden.
Nach dem Bau einer Glashütte und von Wohn- und Nutzhäusern begann am 17. August 1738 die Produktion von besonders hochwertigem Tafel- und Weinglas. Bis zu 24 Arbeiter waren beschäftigt und bis zu 31 Menschen lebten in der Glashüttensiedlung, die in ihren letzten Jahren aus 3 Wohn- und 3 Werkshäusern bestand. In der Glashütte führte Georg Heinrich Macheleid Brennversuche mit verschiedenen Tonerden für die Porzellanherstellung durch. 1757 gelangen ihm die entscheidenden Entdeckungen. Er erhielt in der Folge vom Fürstentum Schwarzburg-Rudolstadt die Konzession zur Herstellung seines Porzellans und gründete die Porzellanmanufaktur in Volkstedt.
Ab 1768 wurde Holz knapper. Wachsende Konkurrenz aus Preußen und Russland, der allgemeine Niedergang der Glasindustrie sowie Unstimmigkeiten in der Familie führten schließlich 1838 zur Einstellung der Produktion. 1829 war aber im benachbarten Bernhardsthal eine neue Glashütte von der Familie Greiner errichtet worden, die bis 1861 Glas schmolz. 1856 wurde Glücksthal von Carl Alfred Greiner an den Staat Sachsen-Meiningen verkauft, der 1860 die Häuser abbrechen ließ. Das Hüttenmeisterhaus blieb im Besitz der Familie Greiner. Es wurde abgetragen und in Bock und Teich wieder aufgebaut.

## Wüstung
Spuren der ehemaligen Glashüttensiedlung sind eine markante Lichtung, ein Teich, ein noch vorhandenes in Trockenbauweise errichtetes Kellergewölbe und der erhaltene Waldfriedhof. Dort ist der vorletzte Hüttenbesitzer Traugott Christian Greiner, Enkel von Johann Greiner, 1845 neben seinen Angehörigen begraben worden. Zum Wanderziel hat der Heimatverein Neuhaus am Rennweg das Areal neu gestaltet.